# Carlos Muñoz Remolina
Carlos Muñoz, né le 8 septembre 1962 à San Luis Potosí (Mexique), est un footballeur mexicain, qui évoluait au poste de milieu défensif à l'Atlético Potosino et aux Tigres UANL ainsi qu'en équipe du Mexique.
Muñoz marque deux buts lors de ses cinquante-six sélections avec l'équipe du Mexique entre 1983 et 1991. Il participe à la coupe du monde en 1986 et à la Gold Cup en 1991 avec l'équipe du Mexique.

## Carrière
- 1979-1982 : Atlético Potosino
- 1982-1995 : Tigres UANL [2]

## Palmarès

### En équipe nationale
- 56 sélections et 2 buts avec l'équipe du Mexique entre 1983 et 1991